# 경상북도노인전문간호센터
경상북도노인전문간호센터(慶尙北道老人專門看護센터)는 만성질환 및 장애로 고통 받고 있는 노인들에게 보건의료 복지서비스를 제공하기 위하여 설치된 경상북도청 소속기관이다. 경상북도 성주군 가천면 가천로 33에 위치하고 있다.

## 같이 보기
- 경상북도청